# نيل ماسترز
نيل ماسترز هو مدرب كرة قدم ولاعب كرة قدم نرويجي، ولد في 25 مايو 1972 في بيليمينا في المملكة المتحدة. لعب مع نادي بورنموث ونادي غيلينغهام ووولفرهامبتون واندررز.

## وصلات خارجية
- نيل ماسترز على موقع قاعدة بيانات كرة القدم.إي يو (الإنجليزية)
- نيل ماسترز على موقع Soccerbase.com (لاعب) (الإنجليزية)